# Рупия
Ру́пия (от санскр. रूप्यक [rūpyaka] — чеканенное серебро) — индийская историческая серебряная монета, введённая в оборот в XV веке, а также денежная единица ряда стран Южной Азии.
Современный символ индийской рупии — , индонезийской — Rp, прочих рупий — ₨.

## Появление рупии
Впервые выпущена при индийском правителе Шер-шахе (1539–1545). 

Получила распространение при Акбаре (1556–1605). 

Чеканилась из серебра 970-й пробы, общая масса монеты — 11,534 г. Качество рупии оставалось неизменными вплоть до установления английского колониального господства. 

Кроме рупии, выпускали кратные ей монеты: ½, ¼, ⅛, 1⁄16 и 1⁄20 рупии, а также 5, 10, 20, 50 и 100 рупий в качестве дарственных монет. 

Как правило, рупия имела круглую форму, прямоугольные монеты с формулами пожеланий и благословений чеканились, главным образом, при Акбаре, по своему изображению они напоминают золотой мухр. 

Номинал на рупии чеканился редко. При Великих Моголах и в период упадка их владычества выпускались многочисленные варианты рупий, которые, как правило, получали название по имени монетного сеньора.

## Колониальные рупии

### Рупиябританских владенийв Индии
В 1671 году Британская Ост-Индская компания выпустила первую рупию в подражание монеты империи Великих Моголов. Однако качество рупий менялось от региона к региону. С середины XVIII века выпуск английских рупий был ограничен тремя типами: бенгальские рупии «сикка» (sicca-rupie), бомбейские рупии «сират» (sirat-rupie) и мадрасские рупии «аркот» (arcot-rupie).
В 1835 году начался выпуск унифицированных рупий Ост-Индской компании с изображением английских королей (на первой такой рупии был помещён портрет Вильгельма IV). Общий вес монеты составлял 11,664 г (10,692 г чистого серебра). В 1862 году эта монета получила название «правительственной рупии»:
- 1 рупия = 16 аннам = 64 пайсам = 192 пайя.
- 15 рупий составляли 1 золотой мухр (также мохр).

#### Бумажные рупии
Во второй половине XVIII века начался выпуск рупий в виде банкнот. Их выпускал Банк Индостана (1770—1832), Генеральный банк Бенгалии и Бихара (1773—1775), Бенгальский банк (1784—1791) и некоторые другие.
В 1861 году монополию на выпуск бумажных денег в Индии получило британское правительство, передавшее это право Резервному банку Индии, основанному в 1935 году.

#### «Падение» рупии
Исторически рупия была серебряной монетой, в то время как валюты всех великих держав были основаны на золотом стандарте. В конце XIX века вследствие резкого удешевления стоимости серебра относительно золота в течение короткого времени отмечено падение курса рупии: если в 1870-х годах рупия стоила чуть более 23 пенсов, то в последние годы XIX века курс обмена валют приравнивал одну рупию к 15 пенсам, то есть к 1/16 фунта стерлингов.

### Рупии других британских владений
Британская индийская рупия также получила распространение в Аравии, на островах Индийского океана, а также в восточно- и южноафриканских владениях Британии, включая Наталь.

В начале XIX века некоторое время рупии британской Ост-Индской компании использовали в Австралии.

В 1836 году индийская рупия стала основной денежной единицей Цейлона. В 1871 году Цейлон стал выпускать собственную рупию, равную 100 центам (таким образом, на Цейлоне впервые состоялся переход рупии на десятичную систему).
В 1878 году собственную рупию начал выпускать Маврикий, в 1914 году — Сейшельские острова.

На Мальдивских островах некоторое время ходила цейлонская рупия. Собственная серебряная монета Мальдивских островов получила название руфия.
В 1906—1920 годах рупия была денежной единицей Британской Восточной Африки. 1 рупия Британской Восточной Африки = 100 центов.
В 1908—1935 годах рупия была денежной единицей Занзибара. 1 рупия Занзибара = 100 центов. Она ходила наравне с индийской рупией.
После завоевания Великобританией Бирмы в 1852 году её денежной единицей стала индийская рупия. В 1938 году Бирма была выделена в самостоятельную британскую колонию, за год до этого начался выпуск бирманской рупии, который продолжался до 1952 года. В 1952 году бирманская рупия была сменена кьятом.

### Рупия португальских владений
Португальская колониальная администрация выпускала рупию для своих владений Гоа и Диу. 1 рупия = 16 таньга = 960 рейсов.
Рупия оставалась денежной единицей португальских владений в Индии вплоть до 1959 года, когда она была сменена эскудо Португальской Индии. При этом 1 рупия приравнивалась к 6 эскудо.

### Рупия французских владений
Французский Банк Индокитая выпускал собственную рупию для французских владений в Индии, сначала в виде монет, затем также в виде банкнот. Рупия французской колониальной администрации приравнивалась к британской индийской рупии.

### Рупия германских владений
В Юго-Восточной Африке в обращении находились британские индийские монеты. В 1890 году Немецкая Восточно-Африканская компания, которая получила право чеканки монет, начала выпуск собственных рупий в Берлине. Монета весила 11,6637 г (10,6917 г чистого серебра), на аверсе был изображён германский император Вильгельм II. Чеканились монеты достоинством в 2, 1, 1/2 и 1/4 рупии. 

1 рупия = 64 медных песа (аналоги индийских пайса). 

Когда в 1903 году Германская империя переняла от Восточно-Африканской компании её монетную систему, рупия была приравнена к золотой марке в соотношении 3 рупии = 4 золотые марки. Чеканка медных песа была прекращена, их заменил геллер: 1 рупия Германской Восточной Африки = 100 геллеров. 

Выпуск рупий Германской Восточной Африки продолжался до 1916 года, рупии находились в обращении в Танганьике до 1920 года.

### Рупия итальянских владений
По британскому образцу в 1909–1925 годах рупию выпускала итальянская колониальная администрация в качестве денежной единицы Сомали. Рупия Итальянского Сомали пришла на смену британской индийской рупии и талеру Марии Терезии. 

1 рупия Итальянского Сомали = 100 без.

## Рупии независимых государств
По образцу индийской рупии до 1926 года выпускал собственную монету независимый Афганистан (кабульская рупия). В 1926 году ей на смену пришла денежная единица афгани.

В 1932 году рупия стала денежной единицей Непала, в 1945 году — независимой Индонезии (в 1944–1945 годах на территории Голландской Ост-Индии имели хождение японские оккупационные рупии).
В 1948 году рупия стала основной денежной единицей новых независимых государств Индии и Пакистана.

Некоторое время сохранялось деление 1 рупии на 16 анна = 64 пайса = 192 пайя.

В результате денежной реформы и перехода на десятичную систему 1 апреля 1957 года 1 индийская рупия была приравнена 100 пайсам.
В Пакистане переход на десятичную систему был произведён в 1961 году.

В 1971–1972 годах пакистанская рупия была денежной единицей независимой республики Бангладеш. В 1972 году её сменила така.

В 1959–1966 годах Резервный банк Индии выпускал рупию Персидского залива для арабских княжеств Катара, Омана и Договорного Омана.
До 1974 года рупия была денежной единицей Бутана (см. Бутанская рупия).

## Современная рупия
Рупия является денежной единицей многих стран: Индии, Пакистана, Непала, Индонезии, Маврикия, Сейшельских островов, Шри-Ланки.
- Индийская рупия
- Пакистанская рупия
- Непальская рупия
- Индонезийская рупия
- Маврикийская рупия
- Сейшельская рупия
- Шри-Ланкийская рупия
- Мальдивская руфия

15 июля 2010 власти Индии утвердили графический символ рупии. Знак рупии представляет собой букву «Ра» из индийского письма деванагари, который используется в санскрите и в официальном языке хинди. Верхняя часть «Ра» перечёркнута горизонтальной чёрточкой. В то же время знак похож на латинскую букву R без вертикальной черты.